# Amanz Gressly
Amanz Gressly (Bärschwil, 17 de julio de 1814 - Berna, 13 de abril de 1865) fue un geólogo y paleontólogo suizo. 
Introdujo el uso del término facies en geología, y es considerado como uno de los fundadores de la estratigrafía y la paleoecología moderna. Además, introdujo 4 leyes para la distribución de las facies. 